# Вольф Мойсей Михайлович
Мойсей Михайлович Вольф (1880, місто Шклов, тепер Могильовської області, Білорусь — розстріляний 12 березня 1933, місто Москва, тепер Російська Федерація) — радянський державний діяч, керівничий Центрального статистичного управління УСРР. Член ВУЦВК.

## Життєпис
Народився в єврейській родині в містечку Шклові. Освіта вища агрономічна.
З 1909 по 1919 рік працював завідувачем лабораторії, завідувачем дослідного поля, помічником завідувача Харківської сільськогосподарської дослідної станції. Був членом РСДРП (меншовиків).
Член РКП(б) з 1920 року.
У квітні 1920—1921 роках — заступник народного комісара земельних справ Української СРР. У 1921 році працював завідувачем сільськогосподарського відділу Народного комісаріату землеробства УСРР.
У 1921—1926 роках — член Колегії Народного комісаріату землеробства УСРР. Одночасно із 1922 року — голова Планової комісії Народного комісаріату землеробства УСРР, з 1924 по 1925 рік очолював Сільськогосподарський науковий комітет Української СРР.
У лютому 1926 — лютому 1928 року — керівничий Центрального статистичного управління Української СРР.
У 1928—1933 роках — заступник народного комісара зернових та тваринницьких радгоспів СРСР. Одночасно в 1929 році — голова сільськогосподарської секції Держплану СРСР. На початку 1930-х років був другим віцепрезидентом Всесоюзної академії сільськогосподарських наук імені Леніна (ВАСХНІЛ).
9 січня 1933 року заарештований органами ОДПУ. Засуджений колегією ОДПУ 11 березня 1933 року за звинуваченням у контрреволюційній, шпигунській та шкідницькій діяльності в сільському господарстві до страти. Розстріляний 12 березня 1933 року і похований на Ваганьковському цвинтарі Москви.
Посмертно реабілітований 12 березня 1957 року ухвалою Військової комісії Верховного суду СРСР.